# Presidio (Teksas)
Presidio je grad u američkoj saveznoj državi Teksas. Prema popisu stanovništva iz 2010. u njemu je živjelo 4.426 stanovnika.